# Forda formicaria
Forda formicaria är en insektsart som beskrevs av Von Heyden 1937. Enligt Catalogue of Life ingår Forda formicaria i släktet Forda och familjen långrörsbladlöss, men enligt Dyntaxa är tillhörigheten istället släktet Forda och familjen pungbladlöss. Arten är reproducerande i Sverige. Inga underarter finns listade i Catalogue of Life.